# Jeremy Davies
Jeremy Davies (8 de octubre de 1969) es un actor estadounidense. Es conocido por interpretar a Ray Aibelli en Spanking the Monkey (1994), a «Flyboy» The Locusts (1997), al cabo Timothy Upham en Saving Private Ryan (1998), a Snow en Solaris (2002), a Bill Henson en Dogville (2003), a Charles Manson en Helter Skelter (2004), al sargento Gene DeBruin en Rescate al amanecer (2006) y al físico Daniel Faraday en la serie Lost (2008-2010).
Davies ganó un premio Emmy al mejor actor invitado en una serie dramática en 2012 por su interpretación de Dickie Bennett en la serie Justified (2011-2015). También recibió el premio BAFTA a la mejor interpretación en un videojuego por su papel de Balder en God of War (2018).

## Primeros años
Jeremy Davies nació en Traverse City (Míchigan), de ascendencia escocesa y galesa, hijo del autor para niños Melvin Lyle «Mel» Boring. Davies es el nombre de soltera de la madre de Jeremy, que él adoptó como su nombre profesional. Tiene un hermano, Joshua, y dos medio-hermanos, Zachery y Katrina, del segundo matrimonio de su padre.
Sus padres se separaron cuando era joven, dejando a Davies para trasladarse a Kansas con su madre hasta mediados de los años 1970, cuando murió de lupus. Fue a vivir con su padre y su madrastra en Santa Bárbara (California), antes de mudarse a Rockford (Iowa) en 1986, donde terminó la escuela secundaria. Asistió a la universidad American Academy of Dramatic Arts en California.

## Carrera
En 1992, apareció en dos episodios de The Wonder Years. Apareció en pequeños papeles en la película para TV de NBC Shoot First: A Cop's Vengeance y en el piloto para la comedia 1775. Interpretó a un joven en el thriller de Showtime Guncrazy y tuvo una aparición especial en Melrose Place. En 1993, fue elegido en un comercial de televisión para Subaru en el que su personaje compara el auto con el punk rock. Numerosos directores de casting y figuras de la industria se dieron cuenta del comercial, y Davies comenzó a recibir guiones de largometrajes.
En 1997, se estrenó el filme dramático The Locusts, donde Davies interpretó al protagonista, acompañado de Kate Capshaw y Vince Vaughn. Al año siguiente, consiguió un papel fundamental en Saving Private Ryan de Steven Spielberg como Timothy E. Upham, un lingüista estadounidense del GI en la Batalla de Normandía, reclutado apenas después del Día D por el capitán John Miller (Tom Hanks) para ser el intérprete en una peligrosa misión para rescatar al paracaidista Ryan (Matt Damon). La interpretación de Davies fue bien recibida y pasó a protagonizar varias películas, incluyendo CQ, Secretary y Solaris. En 2004, interpretó a Charles Manson en la adaptación de CBS Helter Skelter.
Davies apareció como miembro principal del reparto en Lost durante su cuarta y quinta temporadas (2008-09), interpretando a Daniel Faraday, un físico amnésico que viene a la isla como parte de un equipo contratado por Charles Widmore. Fue invitado especial en tres episodios en la sexta temporada de Lost. Tuvo un papel recurrente en Justified como Dickie Bennett, por la que obtuvo un Primetime Emmy al mejor actor invitado en una serie dramática en 2012. También fue nominado en 2011. En 2014, Davies apareció en dos episodios en la aclamada serie Hannibal. También apareció en 2015 en la miniserie de History Channel Texas Rising, como el sargento Ephraim Knowles. En 2017, apareció en la serie American Gods interpretando una versión de Jesucristo.

## Filmografía

### Cine
| Año  | Título                     | Rol                    | Notas |
| ---- | -------------------------- | ---------------------- | --- |
| 1992 | Guncrazy                   | Bill                   | |
| 1992 | 1775                       | Scruffy Kid            | Cortometraje |
| 1994 | Spanking the Monkey        | Ray Aibelli            | Nominado—Independent Spirit Award for Best Debut Performance |
| 1994 | Nell                       | Billy Fisher           | |
| 1996 | Twister                    | Brian Laurence         | |
| 1997 | Going All the Way          | Williard "Sonny" Burns | |
| 1997 | The Locusts                | Flyboy                 | |
| 1998 | Saving Private Ryan        | Cpl. Timothy P. Upham  | Kansas City Film Critics Circle Award for Best Supporting Actor Online Film Critics Society Award for Best Ensemble Cast Performance Nominado—Blockbuster Entertainment Award for Best Supporting Actor – Drama Nominado—Screen Actors Guild Award for Outstanding Performance by a Cast in a Motion Picture |
| 1999 | Ravenous                   | Pvt. Toffler           | |
| 1999 | The Florentine             | Truby                  | |
| 2000 | The Million Dollar Hotel   | Tom Tom                | |
| 2000 | Up at the Villa            | Karl Richter           | |
| 2001 | Investigating Sex          | Oscar                  | |
| 2001 | CQ                         | Paul                   | |
| 2002 | Teknolust                  | Sandy                  | |
| 2002 | Secretary                  | Peter                  | |
| 2002 | Searching for Paradise     | Adam                   | |
| 2002 | 29 Palms                   | The Drifter            | |
| 2002 | Solaris                    | Snow                   | Nominado—Satellite Award for Best Supporting Actor – Motion Picture |
| 2003 | Dogville                   | Bill Henson            | |
| 2005 | Manderlay                  | Niels                  | |
| 2006 | Rescue Dawn                | Gene                   | |
| 2010 | It's Kind of a Funny Story | Smitty                 | |
| 2017 | Justice League Dark        | Ritchie Simpson        | Voz |
| 2022 | The Black Phone            | Terrence Blacke        | |

### Televisión
| Año     | Título                         | Rol                      | Notas |
| ------- | ------------------------------ | ------------------------ | --- |
| 1991    | Dream On                       | Mugger #3                | Episodio: "No, I'm Just Happy to See You" |
| 1991    | Shoot First: A Cop's Vengeance | White Punk               | Película para televisión |
| 1992    | General Hospital               | Roger                    | |
| 1992    | The Wonder Years               | Eddie Horvath            | 2 episodios |
| 1992    | Melrose Place                  | Pete Stoller             | Episodio: "The Whole Truth" |
| 2001    | The Atlantis Conspiracy        | Flush                    | Película para televisión |
| 2002    | The Laramie Project            | Jedadiah Schultz         | Película para televisión Nominado—Satellite Award for Best Supporting Actor – Series, Miniseries or Television Film                                         |
| 2004    | Helter Skelter                 | Charles Manson           | Película para televisión |
| 2008–10 | Lost                           | Daniel Faraday           | 23 episodios Nominado—Saturn Award for Best Supporting Actor on Television                                                                                  |
| 2011–15 | Justified                      | Dickie Bennett           | 20 episodios Primetime Emmy Award for Outstanding Guest Actor in a Drama Series Nominado—Primetime Emmy Award for Outstanding Guest Actor in a Drama Series |
| 2014    | Hannibal                       | Peter Bernardone         | 2 episodios |
| 2014    | Constantine                    | Ritchie Simpson          | 2 episodes |
| 2015    | Texas Rising                   | Sergento Ephraim Knowles | 5 episodios |
| 2016    | Lucifer                        | Nick Hoffman             | Episodio: "Lucifer, Stay. Good Devil." |
| 2017    | Sleepy Hollow                  | Malcolm Dreyfuss         | Elenco principal (temp. 4) |
| 2017    | American Gods                  | Jesus Prime              | Episodio: "Come to Jesus" |
| 2017    | Twin Peaks                     | Jimmy                    | Episodio: "Part 6" |
| 2018    | The Flash                      | John Deegan              | Episodio: Elseworlds, Part 1 |
| 2018    | Arrow                          | John Deegan              | Episodio: Elseworlds, Part 2 |
| 2018    | Supergirl                      | John Deegan              | Episodio: Elseworlds, Part 3 |